# Neobracea bahamensis
Neobracea bahamensis — вид цветковых растений семейства Apocynaceae, эндемичный для Кубы и нескольких Багамских островов, включая Андрос, Нью-Провиденс, Кэт-Айленд, Грейт-Эксума, Лонг-Кей и Крукед-Айленд. 

## Ботаническое описание
Neobracea bahamensis представляет собой кустарник, вырастающий примерно до 1 метра в высоту с серовато-коричневыми ветвями. Листья супротивные длиной 4–10 см, плотные, широко-эллиптической или продолговатой формы, суженные у основания. Соцветия верхушечные с немногочисленными (до 10) цветками. Цветки имеют белый венчик с красноватым зевом. Пять лепестков сросшихся в трубку. Лепестки завёрнуты, так что частично перекрываются с одной стороны. Тычинок 5 сросшихся, верхняя завязь с двумя гнёздами и множеством семяпочек. Зрелые плоды коричневые с пучками волосков
.

## Экология
В естественной среде растение растёт в прибрежных зарослях, сосновых пустошах и по границам солоноватых болот. Его также можно найти вдоль дорог.

## Значение
Этот вид, наряду с другими эндемичными для Багамских островов видами растений, является экологически важной частью среды обитания игуан на Багамских островах.
Сообщается, что цветы используются местными жителями для ароматизации риса. В медицинских целях не используется